# Saint-Epvre

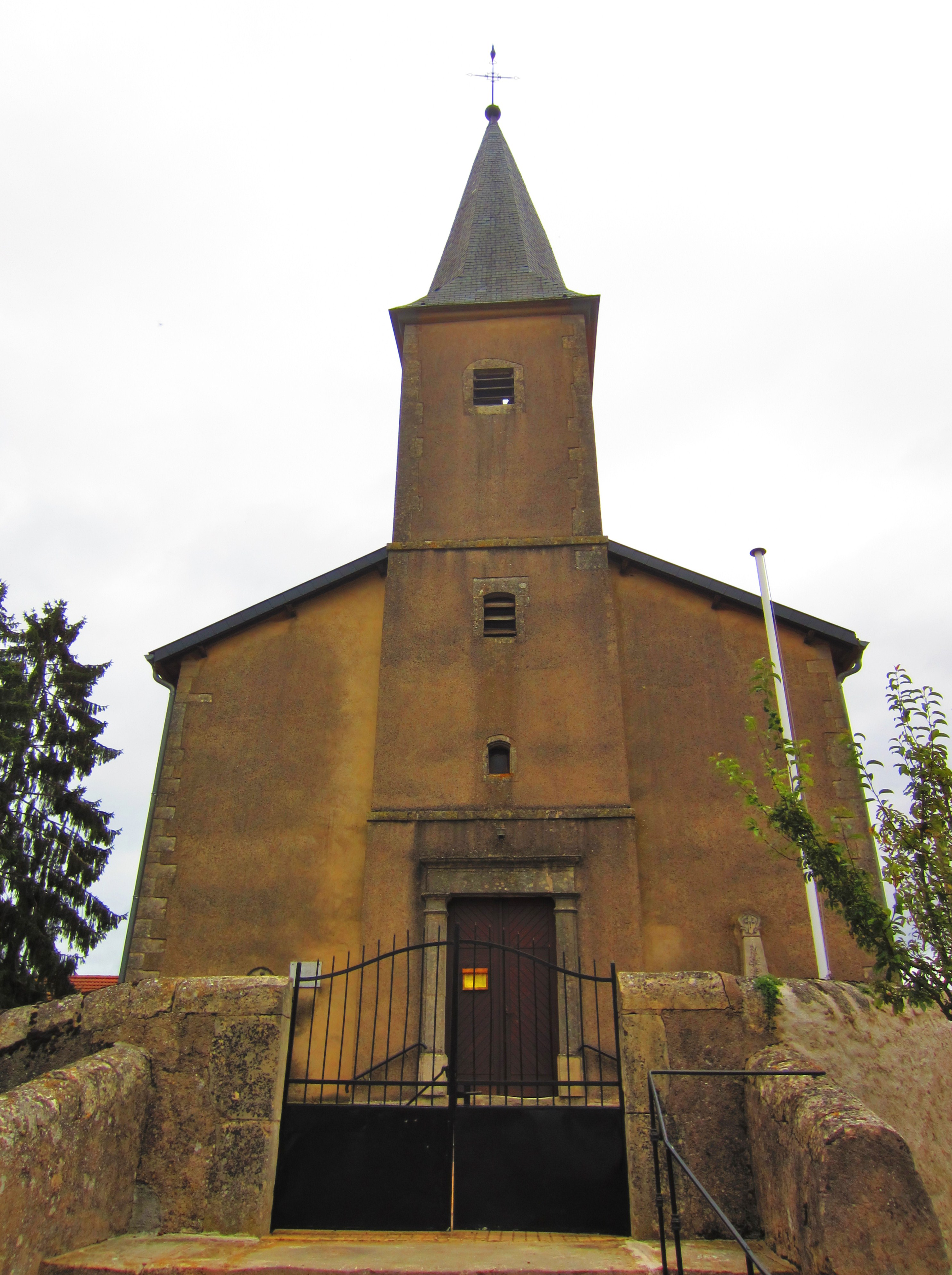
Kirche Saint-Epvre

Saint-Epvre ist eine französische Gemeinde mit 176 Einwohnern (Stand 1. Januar 2022) im Département Moselle in der Region Grand Est (bis 2015 Lothringen). Sie gehört zum Arrondissement Sarrebourg-Château-Salins.

## Geographie
Die Gemeinde Saint-Epvre liegt im Saulnois (Salzgau) am Bach Elme vor dessen Einmündung in die Französische Nied, etwa 27 Kilometer südöstlich von Metz, 25 Kilometer nordwestlich von Château-Salins und zehn Kilometer nördlich von Delme,  auf einer Höhe zwischen 224 und 267 m über dem Meeresspiegel. Das Gemeindegebiet umfasst 4,67 km².

## Geschichte
Das Dorf ist nach dem lothringischen Bischof Aper benannt. Es gehörte früher zum Hochstift Metz und wurde im 15. Jahrhundert als Saint-Eivre erwähnt. 1348 wurde ein Arnould von St. Epvre in Urkunden genannt.
Nach der Zerstörung des Schlosses von Château-Salins 1350 zerstörte Bischof Adhémar im selben Jahr auch das hiesige Schloss. Das Wappen der Familie Marguerite, der letzten Schlossbesitzer, wurde als Gemeindewappen übernommen.
Durch den Frankfurter Frieden vom 10. Mai 1871 kam die Region an Deutschland und das Dorf wurde dem Kreis Château-Salins im Bezirk Lothringen des Reichslandes Elsaß-Lothringen zugeordnet.
Nach dem Ersten Weltkrieg musste die Region aufgrund der Bestimmungen des Versailler Vertrags 1919 an Frankreich abgetreten werden. Im Zweiten Weltkrieg war die Region von der deutschen Wehrmacht besetzt und stand unter deutscher Verwaltung.
Der Ort trug von 1915 bis 1919 den deutschen Namen  Sankt Erffert und 1940 bis 1944 Apern.

### Bevölkerungsentwicklung
| Jahr      | 1962 | 1968 | 1975 | 1982 | 1990 | 1999 | 2007 | 2019 |
| Einwohner | 155  | 165  | 161  | 152  | 161  | 141  | 158  | 174  |

## Belege
1. 1 2 3 4  Eugen H. Th. Huhn: Deutsch-Lothringen. Landes-, Volks- und Ortskunde, Stuttgart 1875, S. 504  (google.books.de).
2. ↑  Franz Xaver Kraus: Kunst und Alterthum in Elsass-Lothringen. Beschreibende Statistik. Band III: Kunst und Althertum in Lothringen, Friedrich Bull, Straßburg 1886,  S. 115 (books-google.de).
3. ↑  Wappenbeschreibung auf genealogie-lorraine.fr (französisch)